# تلسكوب نيوترينو كيلومتر مكعب
تلسكوب نيوترينو كيلومتر مكعب (بالإنجليزية: Cubic Kilometre Neutrino Telescope)‏ أو (KM3NeT) هو البنية التحتية المستقبلية الأوروبية للبحث والتي سوف يكون متمركزا في الجزء السفلي من قاع البحر المتوسط وسوف يستضيف الجيل القادم من تليسكوب النيوترينو في شكل كاشف شيرينكوف المائى بحجم مجهز بالمعدات لأكثر من خمسة كيلو مترات مكعبة.
سوف يبحث KM3NeT عن النيوترينو من مصادر فيزيوفلكية بعيدة مثل بقايا السوبرنوفا، انفجارات أشعة غاما، سوبرنوفا أو نواتج اصطدام النجوم وسوف يكون أداة فعالة في البحث عن المادة المظلمة في الكون. إن مصفوفة مكونة عشرات الآلاف من أجهزة الاستشعار البصرية سوف تكشف أدنى ضوء خافت في أعماق البحار من الجسيمات المشحونة منشؤها من الاصطدامات من النيوترونات والأرض .
وسوف يكون مدمجا أيضا تجهيزات وأجهزة لعلوم أخرى مثل البيولوجيا البحرية.
و علم المحيطات والجيوفيزياء لفترة طويلة والرصد المباشر لبيئة أعماق البحار، وقاع البحر على عمق عدة كيلومترات.
في عام 2010، تم الانتهاء دراسة تصميم البنية التحتية مع Technical Design Report، الذي تم صنعه وأعلن عنه في 2011. ومن المتوقع أن تلسكوب النيوترينو سوف يحتوى على ترتيب 12000 من الكرات الزجاجية من زجاج مقاوم للضغط متصلة ب 300 من وحدات الكشف التي يبلغ ارتفاعها كيلومترا وكل كرة زجاجية تحتوى 31 من صمام تضخيم ضوئي وسوف تكون متصلة إلى الشاطئ عبر شبكة النطاق الترددي العالي البصري. وعلى الشاطئ سوف تنشأ محطة لأجهزة الكمبيوتر لتنفيذ تصفية البيانات الأولية في البحث عن إشارات النيوترونات الكونية.
لتصميم الكاشف النيوترينو، KM3NeT يبني على خبرة ثلاثة مشاريع تجريبية في البحر المتوسط :كاشف قلب العقرب (نجم) إن، نيمو وتجربة مشروع نستور. قلب العقرب (نجم) اكتمل في 30 مايو 2008، وهو أكبر تليسكوب نيوترينو في نصف الكرة الشمالي.
في نصف الكرة الجنوبي، في القارة القطبية الجنوبية، هناك مرصد النيوترينو آيس كيوب وقد تم مؤخرا الانتهاء منهما معا، وسوف يسهم تجربة مكعب الثلج وKM3NeT في عرض السماء الكاملة وتشكيل مرصد النيوترينو الكونى.

انطباع الفنان للتلسكوب النيوترينو KM3NeT المثبت في قاع البحر.
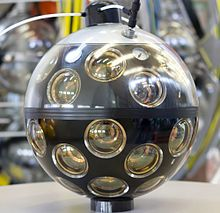
KM3NeT الوحدة البصرية الرقمية (DOM) في المختبر.
الإلكترونيات التي تسهم لقراءات أنابيب التضخيم والمعايرة للأجهزة داخل KM3NeT DOM.
وKM3NeT لوم - إطلاق المركبة من الوحدات البصرية - يجري تحميلها على السفينة نشر RV بلاغيا. وتوالت سلسلة الكشف الكامل على لوم. بعد وصوله إلى قاع البحر وبسط السلسلة إلى طولها الكامل.
A KM3NeT DOM النموذج الأولى المثبت في خط الأجهزة من ANTARESالتلسكوب النيوترينو. وقد بدأ العمل بالنسبة لDOM منذ أبريل 2013.